# Malteserkreuz Aquavit
Malteserkreuz Aquavit er en tysk produceret brændevin med en alkoholstyrke på 40%-volumen.
Produktet blev først produceret i Berlin den 18. februar 1924 under navnet Aquavit Marke Malteserkreutz.
Baggrunden for oprettelse af produktionen skyldtes at der på dette tidspunkt ikke måtte importeres akvavit til Tyskland, derfor valgte man at udvikle og producere en tysk pendant til den danske brændevin Rød Aalborg, som havde stor succes i Danmark, af hvilken grund brændevinen fik navn efter korset i De Danske Spritfabrikkers logo (som egentlig er et mantuakors, ikke et malteserkors).
Den oprindelige styrke på det tyske produkt var 45%-volumen.
I 1928 blev navnet ændret til det nuværende Malteserkreuz Aquavit.
Den tyske akvavit består ligesom det danske forbillede af en tilsætning af kommen, men er til forskel fra det danske produkt baseret på det tyske Extra Fein Filtriert CEFF-alkohol.